# Viggo Christensen
Viggo Christensen (29. april 1880 i Hagendrup, Bregninge Sogn, i dag Kalundborg Kommune, (1970-2006 Bjergsted Kommune), – 9. august 1967 i Bagsværd) var en dansk politiker og fagforeningsmand. Han var den første overborgmester i Københavns Kommune fra 1938 til 1946 (Socialdemokratiet).
Viggo Christensen var søn af slagter Chr. Christensen og hustru f. Collatz. Han blev udlært  som  typograf ved Holbæk Amts Dagblad 1899, var i udlandet 1900, kom til København 1902 og blev samme år formand for Socialdemokratisk Ungdomsforening. Han var formand for diskussionsklubben Karl Marx  1904-07, medredaktør af Socialisten 1904-09, redaktør af Socialistens Kommunaltidende 1925-38 og medlem af Socialdemokratiets hovedbestyrelse 1905-45. Han var borgerrepræsentant 1909-17, Socialdemokratiets kandidat i Frederiksberg 1. Valgkreds ved Folketingsvalgene 1910 og 1913, borgmester for Magistratens 3. Afdeling 1917 til 1938 og dernæst overborgmester.
Han var medlem af Den typografiske Forenings styrelse 1904-07 og dens formand 1907-14, formand for Dansk Typograf-Forbunds Københavnsafdeling 1909-14, medlem af Dansk Typograf-Forbunds hovedbestyrelse og forretningsudvalg 1907-17 samt dettes forretningsfører for provinserne 1914-17,
medlem af forretningsudvalget for De samvirkende Fagforbund 1915-17, medlem af den danske Komité for nordisk filantropisk Arbejde, medlem af bestyrelse eller repræsentantskab for følgende  velgørende institutioner:
Børnehjælpsdagen, Dansk Radio-Hjælpefond, Det danske Hospitalsfond i Hamborg (formand), Dronningens Centralkomité af 1914 (formand), Julemærkekomitéen (formand), Nationalforeningen til Tuberkulosens Bekæmpelse, Samfundet og Hjemmet for Vanføre (næstformand), Københavns socialfilantropiske Boligselskab, Typografernes Stiftelser, Foreningen af 1837 til forsømte Børns  Frelse, Landsforeningen for Mentalhygiejne (vicepræsident) og Nødhjælpen til Europas evangeliske Kirker.
Desuden var han medlem af tilsynsrådet for Sparekassen for Kjøbenhavn og Omegn, medlem af  bestyrelsen for Kaj Munks Mindefond 1944, formand for bestyrelsen for Foreningen Nordens københavnske afdeling 1945, medlem af Dansk-Allieret Komite 1945-48 og af repræsentantskabet for Dansk-Tjekkoslovakisk Selskab 1946 samt formand for Det Danske Selskab 1946. Han modtog Fortjenstmedaljen af guld.
Han var gift 1. gang med Ninna C., f. 23. maj 1877 i Grandløse, død 1928; gift 2. gang (29. august 1929) med Thora Hansine Nyegaard C., f. 24. februar 1885 i Bælum, datter af snedkermester L.F. Sørensen og hustru Ida Louise f. Nyegaard.